# Semer
 (juillet 2018).
Si vous disposez d'ouvrages ou d'articles de référence ou si vous connaissez des sites web de qualité traitant du thème abordé ici, merci de compléter l'article en donnant les références utiles à sa vérifiabilité et en les liant à la section « Notes et références ».
Semer est une paroisse civile d'Angleterre, au Royaume-Uni, située dans le district de Babergh, comté du Suffolk.

## Toponymie
Semer signifie « le lac ».

## Géographie
Semer se situe à proximité de la rivière Brett (en) ; un pont au dessus de la rivière se trouve au village depuis au moins 1575.

## Histoire
Semer figure dans le Domesday Book comme appartenant à l'Abbaye de Bury St Edmunds en 1066 et 1086.
L'abbaye était à la fois seigneur local et gestionnaire des terres.

 Le village abrite alors 20 ménages : six villageois, 13 petits exploitants et un esclave.
La localité est décrite comme ayant suffisamment de terres labourables pour 3 équipes de charrue du seigneur et 3 équipes de charrue pour autres hommes. Le village possédait également 12 acres de prairie, un moulin, une église, 0,25 acres de terre d'église, 16 bovins, 2 équidés, 24 porcs et 97 moutons.
En 1086, le village est évalué à 6 £ par an pour son seigneur, Bury St Edmunds Abbey, en augmentation d'une livre sur sa valeur de 1066.
En 1745, un groupe de contrebandiers de thé nommé le Hadleigh Gang construit un entrepôt à Semer.

## Hameaux

### Ash Street
Le petit hameau de Ash Street est situé à environ 800 mètres à l'est de l'église deSemer ; il se trouve au nord d'un pont sur la rivière Brett.
Ash Street figure dans le Domesday Book comme une toute petite colonie de seulement cinq petits exploitants, avec 2 ha de prairie et un moulin ; le hameau avait une valeur imposable de 1,5 unité de geld.
Avant la conquête normande de 1066, le hameau appartenait à une "femme libre" sans nom.
Après la conquête, il est enregistré comme seigneurie du demi-frère de Guillaume le Conquérant : Robert, comte de Mortain.

### Drakestone Green
Le petit hameau de Drakestone Green est situé à environ 1,6 km au sud de l'église de Semer.

## Monuments
L'église de tous les saints se trouve dans le village ; elle est datée du XIVe siècle et restaurée au XIXe siècle, ; devant l'église se trouve une croix de pierre : il s'agit d'un monument aux morts de la Première Guerre mondiale construit en 1920,,. Au nord du village se trouve un manoir daté du XVIIIe siècle,,. Sur la route en direction de Darkestone Green se trouve les Tudor Cottages, un bâtiment médiéval,. Ces monuments sont des monuments classés de grade II.